# Sean Andrew Faden
Sean Andrew Faden (* 23. Juli 1973) ist ein US-amerikanischer Computergrafiker, Animator und Spezialeffekte-Künstler.

## Leben
Sean Faden studierte Maschinenbau an der University of California, Los Angeles und begann nach seinem Abschluss in der Filmindustrie zu arbeiten. Erste Arbeiten waren CAD-Miniaturen für Das fünfte Element (1997) und Titanic (1997).  In seiner Karriere arbeitete er als VFX-Supervisor für verschiedene Special-Effects-Firmen wie Digital Domain, Asylum, Method Studios und Pixomondo.
2003 war er für einen Saturn Award in der Kategorie Best Special Effects für den Film xXx – Triple X zusammen mit Joel Hynek, Matthew E. Butler und John Frazier nominiert. Seine Arbeit an Mulan, des Realfilms, der auf dem Zeichentrickfilm von 1998 basierte, brachte ihm eine Nominierung für den Oscar, den BAFTA und den Satellite Award ein.

## Filmografie (Auswahl)
- 1997: Titanic
- 1998: Godzilla
- 1999: Fight Club
- 2000: Supernova
- 2000: Red Planet
- 2000: Der Grinch (How the Grinch Stole Christmas)
- 2002: The Time Machine
- 2002: XXx – Triple X (xXx)
- 2004: The Day After Tomorrow
- 2004: Das Vermächtnis der Tempelritter (National Treasure)
- 2004: Das Phantom der Oper (The Phantom of the Opera)
- 2005: Amityville Horror – Eine wahre Geschichte (The Amityville Horror)
- 2005: Charlie und die Schokoladenfabrik (Charlie and the Chocolate Factory)
- 2005: Sky High – Diese Highschool hebt ab! (Sky High)
- 2005: Domino
- 2006: Pirates of the Caribbean – Fluch der Karibik 2 (Pirates of the Caribbean: Dead Man's Chest )
- 2006: Déjà Vu – Wettlauf gegen die Zeit (Deja Vu)
- 2006: Apocalypto
- 2008: The Eye
- 2008: Der seltsame Fall des Benjamin Button (The Curious Case of Benjamin Button)
- 2009: Terminator: Die Erlösung (Terminator Salvation)
- 2010: Percy Jackson – Diebe im Olymp (Percy Jackson & the Olympians: The Lightning Thief)
- 2010: A Nightmare on Elm Street
- 2010: Let Me In
- 2011: Gullivers Reisen – Da kommt was Großes auf uns zu (Guliver’s Travels)
- 2011: Kein Mittel gegen Liebe (A Little Bit of Heaven)
- 2011: Captain America: The First Avenger
- 2020: Mulan
- 2022: Moon Knight (Fernsehserie)